# Wedge Tomb von Casheltown

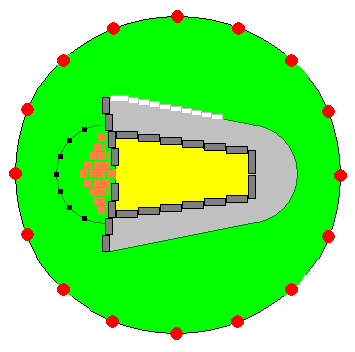
Prinzipskizze Wedge Tomb am Beispiel von Island

Das zwischen 4000 und 2500 v. Chr. in der Jungsteinzeit errichtete multiple Wedge Tomb von Casheltown liegt in einem Wald nördlich von Dunkineely, östlich von Killybegs im County Donegal in Irland. 
Wedge Tombs (deutsch „Keilgräber“), früher auch „wedge-shaped gallery grave“ genannt, sind doppelwandige, ganglose, mehrheitlich ungegliederte Megalithbauten der späten Jungsteinzeit und der frühen Bronzezeit.  Casheltown ist ein seltenes Dreifach-Wedge-Tomb. Drei etwa Nordost-Südwest orientierte, parallele Galerien, die einen Meter auseinander liegen, befinden sich in einem Cairn von etwa 10,0 Meter Durchmesser. Jede hat einen erhaltenen Deckstein. Von den Randsteinen des Cairns sind einige aufrechterhalten. 
In der Nähe liegt das Court Tomb von Carricknamoghil.